# Temnothorax pilagens
Temnothorax rugatulus  (лат.) — вид мелких по размеру муравьёв рода Temnothorax из подсемейства Myrmicinae (триба Formicoxenini). Северная Америка. Облигатные муравьи-рабовладельцы.

## Распространение
Северная Америка: с.-в. США. Штаты Мичиган (Sleeping Bear National Lakeshore, Empire, 44,7560°N, 86,0711°W), Вермонт (Niquette Bay State Park, 44,3513°N, 73,1156°W), Нью-Йорк (E.N. Huyck Preserve, Rensselaerville, 42,3133°N, 74,1012°W).
Живут в лесах и иных лесных массивах, например, в парках. Предпочитают лесные участки с небольшим подлеском, и высокой плотностью подходящих мест гнездования, таких как опавшие желуди, орехи гикори и мелкие веточки.

## Описание
Мелкие желтовато-бурые муравьи (2-3 мм). Сходен с рабовладельцами Temnothorax duloticus.
Усики рабочих и самок 11-члениковые (у самцов из 12 сегментов), булава 3-члениковая. Скапус усика короткий. Проподеальные шипики на заднегруди развиты, средней длины, заострённые, направлены назад, широкие в основании. Стебелёк между грудкой и брюшком состоит из двух члеников: петиолюса и постпетиолюса (последний четко отделен от брюшка), жало развито, куколки голые (без кокона).
Облигатные муравьи-рабовладельцы, использующие в качестве рабов виды близких муравьёв Temnothorax longispinosus и Temnothorax ambiguus. Семьи моногинные (с одной яйцекладущей маткой), малочисленные, содержат лишь несколько десятков муравьёв, включая от 1 до 16 рабовладельцев T. pilagens и от 2 до 50 рабов Temnothorax sp. Средняя рейдовая группа состоит из 4 рабовладельцев, в том числе разведчика, который обнаружил цель. Из-за своего небольшого размера, рейдеры легко проникают в дом рабов. Полный успех рабовладельческого рейдерства достигается путём сочетания двух методов: химического камуфляжа и умелого использования своего ядовитого жала. Наблюдаемое при этом поведение необычно. Вторжение чужеродных муравьев в гнездо часто приводит к жестокой, как правило, смертельной борьбе (например, в случае с муравьями-амазонками рода Polyergus, когда в атаках участвуют сотни и тысячи солдат). Здесь же, напротив, в ряде наблюдаемых набегов Temnothorax pilagens атакованные муравьи не защищаются и позволяют всего нескольким грабителям свободно унести свой расплод и даже взрослых муравьев, чтобы затем интегрировать их в состав рабочей силы рабов колонии рабовладельцев. Нападающие муравьи не проявляют агрессию, их кутикулы замаскированы нейтрализующими химическими компонентами. Жало рабовладельцев применяется только для нейтрализации защитных действий обороняющихся и вызывает немедленный паралич и быструю смерть, что может привести к высоким темпам потерь (от 5 % до 100 % населения атакуемого гнезда). В обычных для T. pilagens мирных рейдах потери сводятся к нулю, что важно для выживания этих малочисленных муравьёв.
Муравейники располагаются в желудях, орехах или веточках.

## Систематика
Первые сведения о находках нового вида появились за десятилетие до его научного морфологического описания: в 2002 (Herbers and Foitzik 2002) и 2005 годах (Beibl et al. 2005). Вид Temnothorax pilagens как новый таксон был впервые описан в 2014 году немецкими мирмекологами Бернхардом Зейфертом (Bernhard Seifert, Senckenberg Museum for Natural History Goerlitz, Гёрлиц, Германия), Изабеллой Клиберг (Isabelle Kleeberg), Барбарой Фелдмейер (Barbara Feldmeyer), Тобиасом Паммингером (Tobias Pamminger), Эвелин Йонгпиер (Evelien Jongepier) и Сюзанной Фойцик (Susanne Foitzik, Evolutionary Biology, Department Biology, Johannes Gutenberg University of Mainz, Майнц, Германия). Видовое название T. pilagens дано по признаку поведения рабовладения (социального паразитизма) от латинского слова pilare («грабёж»). Близок к муравьям-рабовладельцам рода Tomognathus (ныне это Temnothorax americanus (Emery, 1895)) и к Leptothorax duloticus Wesson, 1937, недавно (с 2003 года) включённым в состав рода Temnothorax (например, Temnothorax duloticus). Обладает конвергентным сходством с голарктическими рабовладельцами рода Harpagoxenus.